# Družec
Družec település Csehországban, a Kladnói járásban. Družec Doksy, Kamenné Žehrovice, Velká Dobrá, Horní Bezděkov, Braškov, Žilina, Lhota és Bratronice településekkel határos. Lakosainak száma 1077 fő (2024. január 1.).

## Népesség
A település lakosságának változását az alábbi diagram mutatja:
| Lakosok száma | 655  | 762  | 865  | 919  | 832  | 821  | 1064 | 1064 | 1052 | 1077 |
|               | 1869 | 1890 | 1921 | 1950 | 1980 | 2001 | 2017 | 2019 | 2022 | 2024 |